# Castropol
Castropol is een gemeente in de Spaanse provincie en regio Asturië met een oppervlakte van 125,77 km². Castropol telt 3.575 inwoners (1 januari 2016).

## Demografische ontwikkeling
Bron: INE, 1857-2011: volkstellingen
Opm.: In 1877 werd Tapia de Casariego een zelfstandige gemeente